# Maroteaux-Lamy-Syndrom
Das Maroteaux-Lamy-Syndrom bezeichnet eine angeborene, zu den Stoffwechselstörungen gehörige Lysosomale Speicherkrankheit, bei der es zu einer Speicherung von Dermatinsulfat kommt.

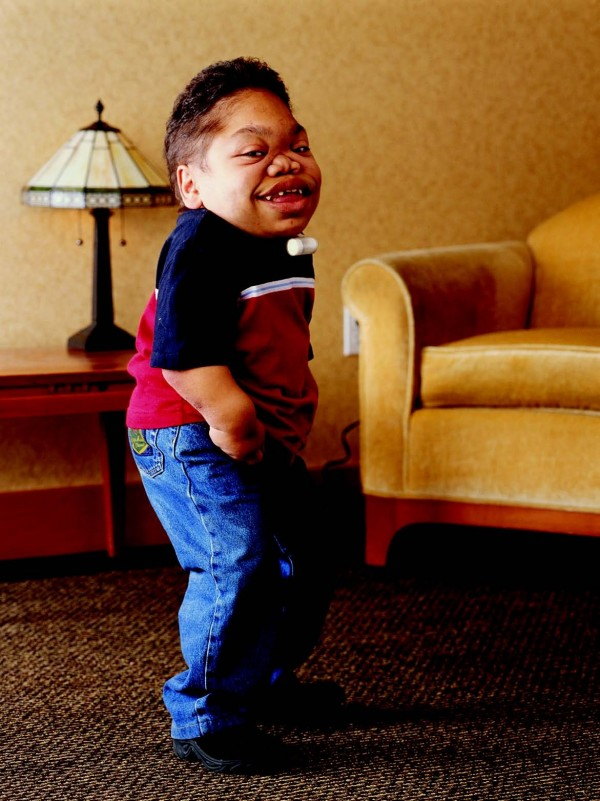
16-jähriger Junge mit rasch progredienter MPS-VI mit charakteristischer Gesichtsdysmorphie und Wirbelsäulendeformität

Synonyme sind: Mukopolysaccharidose Typ VI; MPS6; MPSVI; Arylsulfatase-B-Mangel; ARSB-Mangel; ASB-Mangel; N-Acetylgalactosamin 4-Sulfatase-Mangel; Maroteaux-Lamy-Krankheit
Die Erstbeschreibung erfolgte im Jahre 1963 durch die Pariser Kinderärzte und Humangenetiker Pierre Maroteaux (1926–2019) und Maurice Lamy (1895–1975).
Die Erkrankung ist nicht zu verwechseln mit der hereditären idiopathischen Osteolyse Typ I Lamy-Maroteaux.

## Verbreitung
Die Häufigkeit wird mit 1 – 9 zu 1.000.000 angegeben, die Vererbung erfolgt autosomal-rezessiv.

## Ursache
Der Erkrankung liegen Mutationen im ARSB-Gen im Chromosom 5 am Genort q13-5q14.1 zugrunde, wodurch die Aktivität der Arylsulfatase B (ASB, N-Acetylgalactosamin-4-Sulfatase) reduziert und dadurch der Abbau von Dermatansulfat und Chondroitinsulfat beeinträchtigt wird.

## Klinische Erscheinungen
Klinische Kriterien sind:
- Disproportionierter Minderwuchs mit kurzem Rumpf
- Vergröbertes an den Morbus Hurler erinnerndes Gesicht
- Trübung der Hornhaut
- Hepatosplenomegalie, Hernien, Gelenkkontrakturen
- zunehmende Verdickung der Herzklappen aufgrund von Ablagerungen

Skelettdysplasie wie bei der Dysostosis multiplex.
Das Krankheitsbild ist variabel, es gibt langsame und schnelle Verläufe.
Hinweise auf schnellen Verlauf sind Symptome bereits bei Geburt, stark erhöhtes Glykosaminoglykan (GAG) im Urin, schwere Dysostosis multiplex und Kleinwuchs.
Bei  langsamerem Verlauf beginnen die Symptome später, das GAG-ist nur leicht erhöht und die Dysostosis multiplex milde ausgeprägt.

## Diagnose
Die Diagnose basiert auf  der typischen Klinik,  einer erheblich verminderten ASB-Aktivität in kultivierten Fibroblasten oder Leukozyten und normaler Aktivität einer anderen Sulfatase. Im Urin kann vermehrtes Dermatansulfat nachgewiesen werden.

## Differentialdiagnose
Abzugrenzen sind:
Multipler Sulfatase-Mangel, andere Formen der Mukopolysaccharidose (Typ 1,Typ 2, Typ  4A, Typ 7), Sialidose und Mukolipidose.

## Therapie
Die Behandlung erfolgt durch Enzymersatztherapie mit Galsulfase.

## Heilungsaussicht
Die Prognose hängt ab vom Alter bei klinischer Manifestation, der Geschwindigkeit des Fortschreitens und dem Beginn der medikamentösen Behandlung.

## Erkrankungen bei Tieren
Sehr selten kommt eine Mukopolysaccharidose Typ VI auch bei Hunden vor. Häufiger betroffene Rassen sind der Zwergpinscher, Zwergschnauzer, Chesapeake Bay Retriever und Welsh Corgis.